# Dschalal-Abad

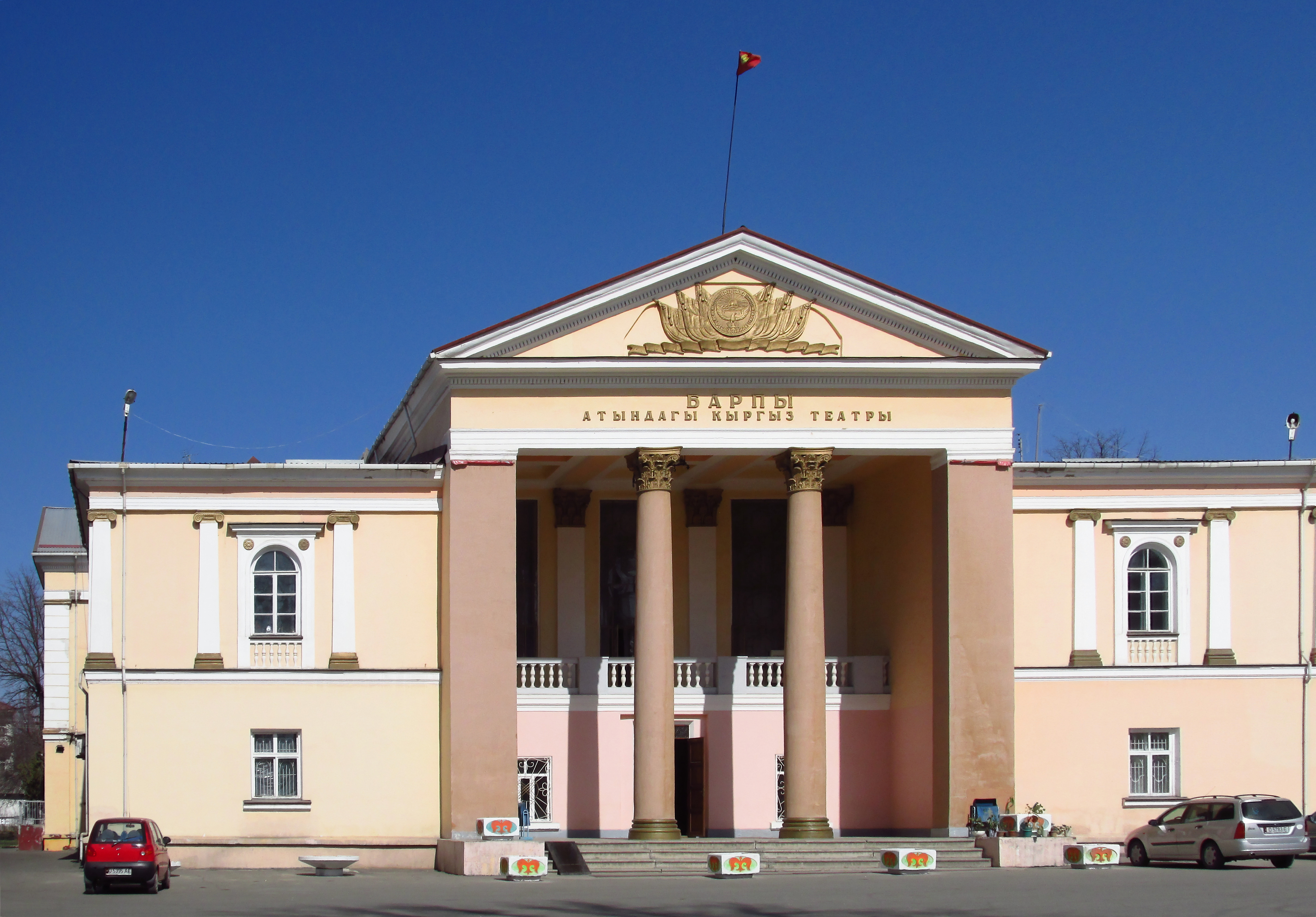
Theater

Dschalal-Abad, auch Dschalal-Abad (kirgisisch Жалал-Абад; russisch Джалал-Абад; arabisch جلال آباد; internationale Transkriptionen meist Dzhalal-Abad, Djalal-Abat oder Jalalabat), ist eine Stadt im Südwesten der zentralasiatischen Republik Kirgisistan mit 127.122 Einwohnern (Stand 2022).
Sie ist der Verwaltungssitz des Oblus Dschalal-Abad. Die Stadt hatte 2009 97.172 Einwohner und war damit die drittgrößte Stadt des Landes. Die offizielle Schätzung für Januar 2019 ist 109.200. Nach der Volkszählung 2022 hatte die Stadt 127.122 Einwohner. Administrativ ist Dschalal-Abad eine kreisfreie, den Rajons gleichgestellte Stadt. Mehrere Dörfer werden von Dschalal-Abad aus verwaltet und gehören zum Stadtkreis: Katschkyntschy, Kelme, Kysyl-Kyrgysstan, Kysyl-Suu, Tasch-Kutschu, Telman und Kamandar. Mit Stand 2024 hatten die Dörfer zusammen 10.557 Einwohner, Dschalal-Abad mit den Dörfern zählte insgesamt 130.899 Einwohner.

## Geographie
Dschalal-Abad liegt am Kugart-Tal unweit der Baubaschata-Kette. In der Umgebung der Stadt gibt es mehrere Heilquellen. Zu Sowjetzeiten wurden sie erschlossen und dazugehörige Sanatorien errichtet.  Mineralwasser aus der Region wird in ganz Kirgisistan verkauft.

### Klima
|                        | Jan  | Feb  | Mär  | Apr  | Mai  | Jun  | Jul  | Aug  | Sep  | Okt  | Nov  | Dez  |   |       |
| Mittl. Temperatur (°C) | −1,1 | 1,7  | 8,7  | 15,1 | 19,8 | 24,4 | 26,8 | 25,6 | 21,1 | 14,0 | 6,9  | 0,8  | ⌀ | 13,7  |
| Mittl. Tagesmax. (°C)  | 3,9  | 6,9  | 14,5 | 21,3 | 26,4 | 31,5 | 34,0 | 32,8 | 28,6 | 21,2 | 12,8 | 5,8  | ⌀ | 20    |
| Mittl. Tagesmin. (°C)  | −4,9 | −2,3 | 4,2  | 9,6  | 13,6 | 17,6 | 20,1 | 19,0 | 14,8 | 8,7  | 2,8  | −2,7 | ⌀ | 8,4   |
|                        |      |      |      |      |      |      |      |      |      |      |      |      |   |       |
| Niederschlag (mm)      | 39,8 | 51,3 | 53,5 | 61,6 | 46,6 | 24,9 | 9,4  | 6,0  | 8,2  | 34,8 | 52,4 | 51,0 | Σ | 439,5 |

| −4,9 |

| −2,3 |

| 4,2 |

| 9,6 |

| 13,6 |

| 17,6 |

| 20,1 |

| 19,0 |

| 14,8 |

| 8,7 |

| 2,8 |

| −2,7 |

| −4,9 |

| −2,3 |

| 4,2 |

| 9,6 |

| 13,6 |

| 17,6 |

| 20,1 |

| 19,0 |

| 14,8 |

| 8,7 |

| 2,8 |

| −2,7 |

| N i e d e r s c h l a g | 39,8 | 51,3 | 53,5 | 61,6 | 46,6 | 24,9 | 9,4 | 6,0 | 8,2 | 34,8 | 52,4 | 51,0 |
|                         | Jan  | Feb  | Mär  | Apr  | Mai  | Jun  | Jul | Aug | Sep | Okt  | Nov  | Dez  |

## Geschichte
Dschalal-Abad wurde 1860 als russische Garnisonsstadt gegründet und bekam 1877 Stadtrecht verliehen, verlor es jedoch wieder. 1927 erhielt Dschalal-Abad erneut Stadtrecht. 1937 wurde Dschalal-Abad zur Hauptstadt der neugeschaffenen Oblast (Gebiet) Dschalal-Abad. 1959 wurde der Status jedoch wieder aberkannt und erst nach dem Zerfall der Sowjetunion wiedergegeben. Im Zuge der Unruhen in Südkirgisistan 2010 kam es auch in Dschalal-Abad zu Pogromen.

### Bevölkerungsentwicklung
| Jahr | Einwohner |
| ---- | --------- |
| 1939 | 14.961    |
| 1959 | 31.234    |
| 1970 | 44.285    |
| 1979 | 55.369    |
| 1989 | 72.344    |
| 1999 | 77.411    |
| 2009 | 97.172    |
| 2022 | 117.533   |

Anmerkung: Volkszählungsdaten

## Verkehr
Dschalal-Abad liegt an einer Bahnstrecke aus Usbekistan nach Kökdschanggak. Der Bahnhof liegt im Stadtzentrum. Die M41 führt südlich an der Stadt vorbei. Der Busbahnhof liegt drei Kilometer vom Zentrum entfernt, von dort gibt es Verbindungen in alle größeren Orte des Oblus.
Der Flughafen Dschalal-Abad wird täglich von Air Kyrgyzstan, Avia Traffic Company, Air Bishkek und Sky Bishkek mit Bischkek verbunden.

## Religion
Seit 1999 gibt es in Dschalal-Abad eine christliche Gemeinde. Sie gehört zur evangelisch-lutherischen Kirche in der Kirgisischen Republik. Das im Jahr 2000 gekaufte und renovierte Bethaus liegt mitten in einem Wohngebiet. Die Zahl der Gemeindeglieder hat sich aufgrund der Ausreisewellen in den letzten Jahren stark reduziert. Von Dschalal-Abad  aus wird die Gemeinde in Mailuu-Suu mitversorgt.

## Kultur
Die Stadt besitzt ein Theater, ein Museum und mit der Staatlichen Universität Dschalal-Abad eine Universität.

### Sport
Der Fußballverein Muras United FC aus Dschalal-Abad spielt aktuell in der kirgisischen Top Liga. Sein Heimstadion ist das Stadion Kurmanbek.

## Söhne und Töchter der Stadt
- Elhanan Helpman (* 1946), israelischer Wirtschaftswissenschaftler
- Ömürbek Tekebajew (* 1958), kirgisischer Politiker
- Juri Melnitschenko (* 1972), kasachischer Ringer und Olympiasieger (1996)